# Walter Suttner
Walter Suttner (* 2. Oktober 1942) ist ein ehemaliger österreichischer Fußballspieler.

## Karriere

### Vereine
Suttner spielte zunächst für den SC Zillingtal in der drittklassigen Landesliga Burgenland, bevor er zur Saison 1965/66 zur SV Mattersburg in die zweitklassige Regionalliga Ost wechselte. In der Folgesaison zum Ligakonkurrenten SC Eisenstadt gewechselt, schloss er mit dem Verein diese als Meister ab und stieg mit ihm in die Nationalliga, der seinerzeit höchsten Spielklasse im österreichischen Fußball, auf. In seiner Erstliga-Premierensaison bestritt er 14 Punktspiele und debütierte am 14. August 1967 (1. Spieltag) bei der 0:4-Niederlage im Auswärtsspiel gegen den Linzer ASK. In der Saison 1968/69, in der er lediglich fünfmal eingesetzt wurde, konnte sein Verein den Spielklassenverbleib nur aufgrund des besseren Torquotienten gegenüber dem punktgleichen Absteiger SC Schwarz-Weiß Bregenz sichern. In der darauffolgenden Saison war der Abstand zum Nichtabstiegsplatz mit fünf Punkten auf den Grazer AK zu groß um die Klasse zu halten; Suttner bestritt 20 Punktspiele, in denen er erneut ohne Torerfolg geblieben ist. Nach nur einer Saison in der Regionalliga Ost kehrte er mit seiner Mannschaft zurück in die Nationalliga. Zum Saisonende 1972/73 wurden seine fußballerischen Dienste noch 45 Mal benötigt. Im Wettbewerb um den ÖFB-Cup kam er für den SC Eisenstadt insgesamt zehnmal zum Einsatz. Nach einer einjährigen Auszeit vom Fußball schloss er sich am 1. Juli 1974 dem unterklassigen ASV Pöttsching an.

### Nationalmannschaft
Suttner kam 1967 für die Amateurnationalmannschaft im Wettbewerb um den UEFA Amateur Cup zum Einsatz, an dessen Ende der Pokalgewinn stand. Am 18. Juni gehörte er der Finalmannschaft an, die in Palma mit 2:1 über die Amateurnationalmannschaft Schottlands gewann.

## Erfolge
- Europameister der Amateure 1967
- Meister Regionalliga Ost 1967, 1971

## Anmerkung / Einzelnachweise
1. ↑  ohne Saison 1966/67 und 1970/71
2. ↑  Kein Scherz: Als Österreich Fußball-Europameister war! auf dfz21.at

| Personendaten    | Personendaten                   |
| ---------------- | ------------------------------- |
| NAME             | Suttner, Walter                 |
| KURZBESCHREIBUNG | österreichischer Fußballspieler |
| GEBURTSDATUM     | 2. Oktober 1942                 |